# Anna Ushenina
Anna Ushenina (ucraniano: Анна Юріївна Ушеніна, nacida el 30 de agosto de 1985) es una ajedrecista ucraniana y Campeona Mundial de Ajedrez Femenina desde noviembre de 2012 hasta 2013.

## Vida
Vive en Járkov, donde nació. Determinado que la joven Ushenina desarrollaría talentos intelectuales y creativos, su madre la introdujo en el ajedrez a la edad de siete años, junto con la pintura y la música. Se convirtió en una de las niñas ucranianas (menores de 20), campeona en apenas 15 años de edad. Muchas de sus habilidades en el ajedrez han sido autodidactas, aunque en 2000-2002, estudió ajedrez en la escuela de deportes Járkov de la reserva olímpica. Durante este período, su entrenador fue el Maestro Internacional Artiom Tsepotan. Posteriormente recibió más entrenamiento en un centro especialista en Kramatorsk. A pesar de ello, en el Gran premio de Ginebra del 2013 fue incapaz de ejecutar el mate básico de alfil y caballo.